# Compaq portable III
Compaq portable III (преносиви рачунар III) је професионални рачунар фирме Compaq који је почео да се производи у Сједињеним Америчким Државама током 1987. године.
Користио је Intel 80286 микропроцесорску јединицу а RAM меморија рачунара је имала капацитет од 640 KB до 2 MB. 
Као оперативни систем кориштен је MS-DOS 3.1.

## Детаљни подаци
Детаљнији подаци о рачунару portable III су дати у табели испод.
|                       |                                                                                |
| [ 1 ]                 |                                                                                |
| Произвођач            |                                                                                |
| Тип                   | професионални рачунар                                                          |
| Меморија              | 640 до 2 MB                                                                    |
| Поријекло             | Сједињене Америчке Државе                                                      |
| Година                | 1987                                                                           |
| Тастатура             | стил писаће машине, 92 тастера са 12 функцијских тастера и нумеричка тастатура |
| Процесор              |                                                                                |
| Фреквенција процесора | 12                                                                             |
| RAM                   | 640 до 2 MB                                                                    |
| ROM                   | 16 KB                                                                          |
| Текст                 | 40 или 80 стубова x 25 линија                                                  |
| Графика               | 640 x 480 тачака (CGA)                                                         |
| Боја                  | једна боја, наранџаста                                                         |
| Звук                  | мали звучник                                                                   |
| Димензије             | 41 (ширина) x 19,2 (дубина) x 24,8 (висина) / 11                               |
| Портови               |                                                                                |
| Оперативни систем     |                                                                                |